# Tiro con arco en los Juegos Europeos de Cracovia 2023
El torneo de tiro con arco en los III Juegos Europeos se realizó en el Parque de Tiro con Arco Plaszowianka de Cracovia (Polonia) del 23 al 29 de junio de 2023.
En total fueron disputadas en este deporte ocho pruebas diferentes, tres masculinas, tres femeninas y dos mixtas.

## Medallistas

### Masculino
| Evento                             | Oro                                                           | Plata                                                 | Bronce                                               |
| ---------------------------------- | ------------------------------------------------------------- | ----------------------------------------------------- | ---------------------------------------------------- |
| Recurvo individual (29 de junio)   | Florian Unruh · Alemania                                      | Miguel Alvariño · España                              | Pablo Acha · España                                  |
| Recurvo por equipos (24 de junio)  | Federico Musolesi · Mauro Nespoli · Alessandro Paoli · Italia | Pablo Acha · Miguel Alvariño · Andrés Temiño · España | Keziah Chabin · Florian Faber · Thomas Rufer · Suiza |
| Compuesto individual (29 de junio) | Jozef Bošanský · Eslovaquia                                   | Marco Bruno · Italia                                  | Emircan Haney · Turquía                              |

### Femenino
| Evento                             | Oro                                                              | Plata                                                     | Bronce                                                        |
| ---------------------------------- | ---------------------------------------------------------------- | --------------------------------------------------------- | ------------------------------------------------------------- |
| Recurvo individual (28 de junio)   | Penny Healey · Reino Unido                                       | Elia Canales · España                                     | Chiara Rebagliati · Italia                                    |
| Recurvo por equipos (24 de junio)  | Penny Healey · Bryony Pitman · Jaspreet Kaur Sagoo · Reino Unido | Audrey Adiceom · Lisa Barbelin · Caroline Lopez · Francia | Tatiana Andreoli · Lucilla Boari · Chiara Rebagliati · Italia |
| Compuesto individual (28 de junio) | Elisa Roner · Italia                                             | Ella Gibson · Reino Unido                                 | Hazal Burun · Turquía                                         |

### Mixto
| Evento                              | Oro                                     | Plata                                             | Bronce                                      |
| ----------------------------------- | --------------------------------------- | ------------------------------------------------- | ------------------------------------------- |
| Recurvo por equipos (25 de junio)   | Miguel Alvariño · Elia Canales · España | Ivan Kozhokar · Anastasiya Pavlova · Ucrania      | Florian Unruh · Michelle Kroppen · Alemania |
| Compuesto por equipos (25 de junio) | Robin Jäätma · Lisell Jäätma · Estonia  | Mathias Fullerton · Tanja Gellenthien · Dinamarca | Marco Bruno · Elisa Roner · Italia          |

## Medallero
| Núm. | País        | Oro | Plata | Bronce | Total |
| ---- | ----------- | --- | ----- | ------ | ----- |
| 1    | Italia      | 2   | 1     | 3      | 6     |
| 2    | Reino Unido | 2   | 1     | 0      | 3     |
| 3    | España      | 1   | 3     | 1      | 5     |
| 4    | Alemania    | 1   | 0     | 1      | 2     |
| 5    | Eslovaquia  | 1   | 0     | 0      | 1     |
| 5    | Estonia     | 1   | 0     | 0      | 1     |
| 7    | Dinamarca   | 0   | 1     | 0      | 1     |
| 7    | Francia     | 0   | 1     | 0      | 1     |
| 7    | Ucrania     | 0   | 1     | 0      | 1     |
| 10   | Turquía     | 0   | 0     | 2      | 2     |
| 11   | Suiza       | 0   | 0     | 1      | 1     |
|      | TOTAL       | 8   | 8     | 8      | 24    |